# شهرستان آیچی، آیچی

نقشه ناحیه آیچی به رنگ زرد مشخص شده است.

شهرستان آیچی، آیچی (به ژاپنی: 愛知郡 Aichi-gun) یک ناحیه روستایی درست در شرق ناگویا، در مرکز استان آیچی، ژاپن است.